# Diplolophium swynnertonii
Diplolophium swynnertonii är en flockblommig växtart som beskrevs av C.Norman. Diplolophium swynnertonii ingår i släktet Diplolophium och familjen flockblommiga växter. Inga underarter finns listade i Catalogue of Life.